# Yvonne Durant
Yvonne Durant, född 12 juni 1970, är en norsk före detta galopptränare och jockey. Under sin karriär var hon känd som en av världens bästa kvinnliga jockeys. 

## Karriär
Durant debuterade på Øvrevoll som 15-åring. Hon tog totalt 354 segrar på banan, och blev championjockey på banan 1993, 1994, 1995 och 1997. Durant var även aktiv på Täby Galopp i Sverige, och har kommit på andra plats i både Svenskt Derby och Norskt Derby.
Den 14 oktober 2008 segrade hon i Svenskt St Leger med travprofilen Veijo Heiskanens häst Watson, och lyckades även segra året efter med egentränade Shade of Pale.
I augusti 2011 meddelade Yvonne Durant att hon skulle sluta som tränare och flytta till Sydafrika. Hon gjorde comeback i Eyvind Lyches Minneløp 2018.